# Francesco Casagrande (calciatore)
Francesco Casagrande (Mareno di Piave, 2 luglio 1953) è un allenatore di calcio ed ex calciatore italiano, di ruolo centrocampista.

## Carriera

### Giocatore

Casagrande (a sinistra) in azione alla Sampdoria nel 1982, alle prese con lo juventino Platini.

Notato spesso in campo per la folta capigliatura e un paio di baffi vistosi, ha giocato come centrocampista, distinguendosi per la sua inesauribile generosità nell'accollarsi il pesante lavoro di raccordo e sostegno alla manovra. Le sue squadre principali sono state Cagliari, Fiorentina, Sampdoria, Como e Padova, collezionando 182 presenze e 13 reti in Serie A. Ha chiuso la carriera con la Virescit nel 1989.
Ha conquistato un secondo posto in campionato con la Fiorentina nella stagione 1981-1982, la Coppa Italia 1984-1985 con la Sampdoria, e una promozione in Serie A col Cagliari nella stagione 1978-1979.

### Allenatore
Ritiratosi da calciatore, è diventato un allenatore. Dal 2006 al 2009 ha lavorato nel settore giovanile della Sampdoria, guidando i Giovanissimi Regionali.
Nel 2009 è diventato il responsabile tecnico del settore giovanile dell'Angelo Baiardo, squadra di Genova, ricoprendo anche il ruolo di allenatore delle giovanili (leve 1994 e 1996).
Nel novembre 2011 è diventato l'allenatore della Vazzolese (Prima Categoria Veneta).
Nel 2012 ha allenato le giovanili del Gruppo Fassina. Successivamente è entrato nel settore giovanile del Mareno Gialloblu, società della sua città natale.

## Palmarès

### Giocatore
- Campionato italiano Serie D: 1

Clodiasottomarina: 1972-1973 (girone C)
- Campionato italiano Serie C: 1

Monza: 1975-1976 (girone A)
- Coppa Anglo-Italiana: 1

Monza: 1976
- Coppa Italia: 1

Sampdoria: 1984-1985